# Демидов, Николай Васильевич (дипломат)
Никола́й Васи́льевич Деми́дов (1917 — 2006) — советский дипломат. Чрезвычайный и полномочный посол.

## Биография
Родился 14 мая 1917 года в деревне Сысоево Истринского района Московской области. После окончания средней школы работал экскурсоводом Новоиеруссалимского исторического музея, учился в землеустроительном техникуме, поступил в МВТУ им. Баумана на машиностроительный факультет по специальности "Артиллерийские системы". После окончания института работал на кафедре. В 1941 году пошёл в ополчение и принимал участие в боях в качестве командира расчёта противотанкового орудия калибра 45 мм. В 1942 году комиссован из армии в связи с обморожением ног и направлен на строительство оборонного машиностроительного завода в городе Юрг. В 1945 году вернулся на работу в МВТУ им. Баумана, где до 1947 года работал в качестве заместителя декана Машиностроительного факультета.  
На дипломатической работе с 1947 года.
- В 1947—1948 годах — сотрудник центрального аппарата МИД СССР.
- В 1948—1950 годах — сотрудник Посольства СССР в Венесуэле.
- В 1950—1953 годах — сотрудник центрального аппарата МИД СССР.
- В 1953—1956 годах — сотрудник Посольства СССР в Аргентине.
- В 1956—1958 годах — сотрудник центрального аппарата МИД СССР.
- В 1958—1961 годах — сотрудник Посольства СССР в Аргентине.
- В 1961—1962 годах — сотрудник центрального аппарата МИД СССР.
- В 1962—1965 годах — на ответственной работе в центральном аппарате МИД СССР.
- В 1965—1966 годах — советник Посольства СССР в Бразилии.
- В 1966—1969 годах — советник-посланник Посольства СССР в Бразилии.
- В 1969—1970 годах — на ответственной работе в центральном аппарате МИД СССР.
- С 10 июня 1970 по 23 июня 1978 года — чрезвычайный и полномочный посол СССР в Уругвае[2].
- С 1978 года — в отставке.